# Thomas James Clarke

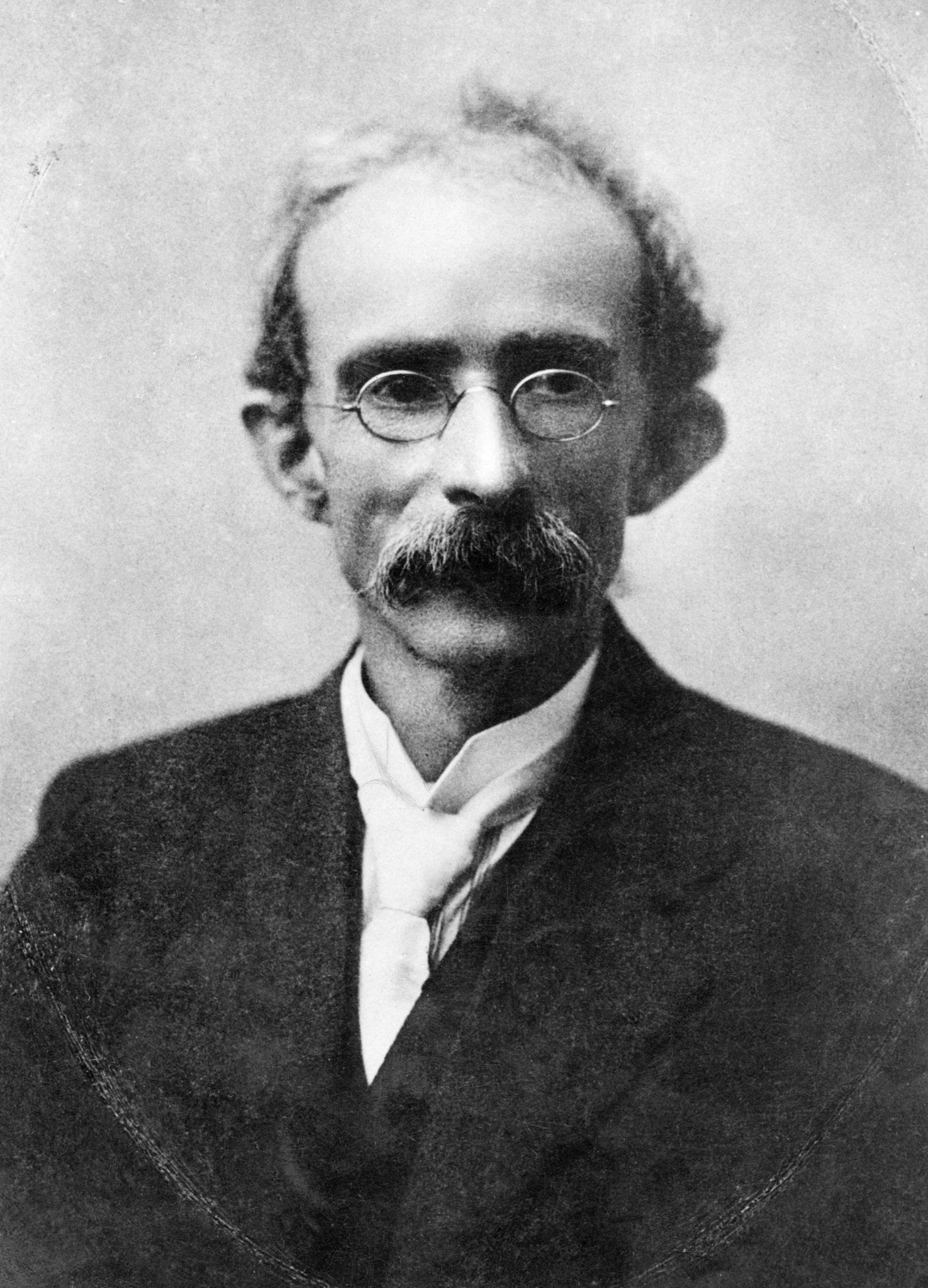
Thomas Clarke

Thomas James Clarke (irisch Tomás Séamus Ó Cléirigh, * 11. März 1858 Isle of Wight; † 3. Mai 1916 in Dublin) war ein irischer Revolutionär und einer der Hauptorganisatoren des Osteraufstandes von 1916.

## Irish Republican Brotherhood
Clarke wurde im Jahre 1858 auf der Isle of Wight vor der Südküste Englands geboren. Seine Familie zog kurz nach seiner Geburt nach Dungannon im County Tyrone. Mit 18 Jahren trat er der Irish Republican Brotherhood (IRB) bei. 1883 wurde er zusammen mit anderen Mitgliedern der IRB nach London geschickt, um die London Bridge zu sprengen. Clarke wurde aber verhaftet und verbrachte die nächsten 15 Jahre im Pentonville-Gefängnis. Nach seiner Entlassung heiratete er 1901 die 21 Jahre jüngere Kathleen Daly, deren Onkel John er im Gefängnis kennengelernt hatte. Zusammen mit seiner Frau emigrierte er nach Amerika, wo er für die Organisation Clan na Gael unter der Leitung von John Devoy arbeitete. 1907 kehrte er nach Irland zurück und eröffnete in Dublin einen Tabakwarenladen. Dort engagierte er sich wieder in der IRB, die sich unter der Führung von jungen Mitgliedern, wie Bulmer Hobson und Denis McCullough, gerade erneuert hatte. Hobson wurde zusammen mit Seán Mac Diarmada sein größter Förderer. Clarke selber blieb aber eher im Hintergrund tätig.

## The Irish Volunteers
Die Gründung der Irish Volunteers im Jahre 1913 weckte bei Clarke großes Interesse, dennoch wurde er zunächst nicht aktiv für die Volunteers tätig, da er fürchtete, dass er als bekannter irischer Nationalist die Organisation in Misskredit bringen könnte. Da aber Leute wie Mac Diarmada, Hobson, Éamonn Ceannt und andere IRB-Mitglieder eine wichtige Rolle bei den Volunteers spielten, war klar, dass die IRB die Kontrolle über die Organisation übernehmen würde. Als John Redmond, der Führer der Irish Parliamentary Party, eine gleichberechtigte Kontrolle der Volunteers für seine Partei forderte, wurde dies von den meisten Hardlinern abgelehnt. Schließlich wurde Redmonds Forderung aber doch akzeptiert, nicht zuletzt dank der Fürsprache von Hobson. Clarke betrachtete diese Verhalten als Verrat und hat ihm dies nie vergeben.

## Die Planung des Aufstandes
Nach dem Zerwürfnis zwischen Clarke und Hobson wurden Mac Diarmada und Clarke nahezu unzertrennlich. Die beiden wurden als Sekretär und Schatzmeister de facto zu Führern der IRB, obwohl nominell James Deakin und später McCullough der Organisation vorstanden. Im Jahre 1915 gründeten Clarke und Mac Diarmada das Militärkomitee der IRB, um den späteren Osteraufstand zu planen. Weitere Mitglieder waren Patrick Pearse, Ceannt und Joseph Plunkett. Nach dem Abschluss eines Abkommens mit James Connolly und seiner Irish Citizen Army im Januar 1916, wurde dieser in das Komitee aufgenommen. Im April 1916, kurz vor dem Aufstand, wurde auch noch Thomas MacDonagh Mitglied. Dies waren auch die sieben Männer, die die Easter Proclamation unterzeichneten. Clarke unterschrieb als Erster. Eigentlich sollte Clarke auch zum Präsidenten und Oberkommandierenden ernannt werden. Da er diese Ehrungen aber ablehnte, übernahm Pearse diese Rolle. Er war bekannter als Clarke und wurde im ganzen Land respektiert.

## Der Osteraufstand
Die Woche des Osteraufstandes verbrachte Clarke im Hauptquartier der Aufständischen im General Post Office. Nach der Kapitulation am 29. April 1916 wurde Clarke ins Kilmainham Gefängnis gebracht. Dort wurde er am 3. Mai im Alter von 59 Jahren hingerichtet.